# Thomas Fraser-Holmes
Thomas William Fraser-Holmes (Newcastle, 9 ottobre 1991) è un nuotatore australiano.

## Biografia
Debuttò a livello internazionale nel 2010, all'età di quasi 19 anni, quando partecipò ai Giochi PanPacifici di Irvine, negli Stati Uniti. In quell'occasione vinse una medaglia di bronzo nella staffetta 4x200 metri stile libero. A ottobre partecipò poi ai Giochi del Commonwealth di Delhi, in India, aggiudicandosi una medaglia d'oro nella staffetta 4×200 metri stile libero e una medaglia di bronzo nei 200 metri stile libero. Nel 2012 fu poi alle Olimpiadi di Londra, dove fu finalista nelle specialità dei 200 metri stile libero e dei 400 metri misti. Nel marzo 2013 stabilì invece il record d'Oceania nei 400 metri misti con il tempo di 4 minuti, 10 secondi e 14 centesimi. Nel 2014 fu poi la volta dei Giochi del Commonwealth di Glasgow, in Scozia, e dei Giochi PanPacifici di Gold Coast. Infine, nel 2015, si aggiudicò la medaglia di bronzo nella staffetta 4x200 metri stile libero ai campionati mondiali di nuoto di Kazan', in Russia. Fraser-Holmes è allenato da Denis Cotterell.

## Palmarès
- Mondiali

Kazan 2015: bronzo nella 4x200m sl.
Gwangju 2019: oro nella 4x200m sl.
- Mondiali in vasca corta

Hangzhou 2018: argento nei 400m misti.
- Campionati panpacifici

Irvine 2010: bronzo nella 4x200m sl.
Gold Coast 2014: oro nei 200m sl e bronzo nella 4x200m sl.
- Giochi del Commonwealth

New Delhi 2010: oro nella 4x200m sl e bronzo nei 200m sl.
Glasgow 2014: oro nei 200m sl e nella 4x200m sl, argento nei 400m misti.